# 上市町立上市中学校
上市町立上市中学校（かみいちちょうりつ かみいちちゅうがっこう）は、富山県中新川郡上市町にある公立中学校。

## 沿革
個別に出典が提示されていない箇所の出典（1969年以前）→
上市中学校（白萩中学校統合前）
- 1947年（昭和22年） - 上市町宮川村組合立上市中学校、音杉小学校（現・上市町立上市中央小学校）の一部を借りて開校[3]。
- 1948年（昭和23年）4月 - 上市中学校が上市町外2ヶ村学校組合立上市中学校と改称。同年12月湯上野に新校舎落成[3]。
- 1953年（昭和28年）9月 - 上市町立となる。
- 1955年（昭和30年）11月 - 新体育館兼講堂が落成[3]。

白萩中学校
- 1947年（昭和22年）4月 - 白萩村立白萩中学校、白萩西部小学校にて創立[4]。
- 1949年（昭和24年）
  - 3月 - 新校舎完成（265坪、工費は370万円）[4]
  - 4月 - 白萩中学校伊折分校開校（1952年（昭和27年）9月に校舎、1955年（昭和30年）8月に講堂（50坪）新築落成）[4]。
- 1950年（昭和25年）11月 - 千石字舟原に学校林植樹（1,000本）[4]。
- 1951年（昭和26年）12月 - 割烹室、浴室完成[4]。
- 1954年（昭和29年）5月 - 上市町立となる。

不動中学校
- 1947年（昭和22年） - 柿沢村大岩村組合立不動中学校、柿沢小学校（現・上市町立陽南小学校）にて開校。[5]。
- 1950年（昭和25年）8月 - 3年生大岩小学校（現・上市町立陽南小学校）、1、2年生女川円徳寺にて分散授業[5]。
- 1951年（昭和26年）9月 - 新校舎落成[5]。
- 1953年（昭和28年）
  - 7月 - 不動中学校、改築校舎（理科室、音楽室、家庭室）落成[5]。
  - 9月 - 上市町立となる。
- 1954年（昭和29年）7月 - 講堂が新築落成[5]。
- 1958年（昭和33年）12月 - 給食設備を完備[5]。
- 1960年（昭和35年）3月 - 技術室設置[5]。
- 1961年（昭和36年）12月 - 女子寄宿舎開設[5]。
- 1962年（昭和37年）10月 - 給食場を改築し通年副食給食を開始[5]。

上市中学校（白萩中学校統合以降）
- 1960年（昭和35年）3月 - 上市中学校と白萩中学校が合併。同年4月、伊折分校（白萩中学校からの引継ぎ[4]）と種分教場が開校。
- 1964年（昭和39年）11月 - 寄宿舎『剱寮』完成[3]。
- 1968年（昭和43年）
  - 4月 - 上市中学校と不動中学校が合併、旧不動中学校は不動教場となる。
  - 9月5日 - 年内に稗田地内の敷地買収の調印が終わったことから[6]、同日、新校舎（10,802m2）着工[3]。
- 1969年（昭和44年）9月 - 不動教場が上市中学校へ統合。校舎ほぼ完成[6]。
- 1970年（昭和45年）8月 - 統合中学校の落成式が挙行[7]。鉄筋4階建て一部3階建ての校舎である[6]。
- 2010年（平成22年） - 2011年（平成23年） - 校舎耐震補強工事。
- 2013年（平成25年） - 大規模改修。

## 通学区域
上市町全地域

## 著名な出身者
- 黒田祐（元プロバスケットボール選手）
- 細田守
- 森幸恵